# 폴란드계 미국인
폴란드계 미국인(영어: Polish Americans, 폴란드어: Polonia amerykańska)은 폴란드인 계통의 미국인을 말한다. 대략 천만명의 폴란드계 미국인이 살고 있으며, 미국 인구에서 약 3.2%를 차지한다. 그들의 정착은 미국의 식민지 시절부터 시작되었고 카지미에시 푸와스키와 타데우시 코시치우슈코 같은 인물들은 미국 독립 전쟁에 공을 세웠다. 1795년과 1917년 사이에 폴란드가 러시아, 오스트리아, 프로이센에 의하여 분할되는 시기부터 자신들의 주권을 얻을 때까지 수많은 폴란드 이민들이 미국으로 들어왔다.

## 역사

### 초기 정착자들
북아메리카의 첫 폴란드인들은 필그림 파더스가 매사추세츠 땅에 도착하기 12년 전인 1608년에 제임스타운 식민지에 도착하였다. 이 초기 정착자들은 영국의 군인이자 모험가 존 스미스의 능력있는 직공들이었다. 마하우 워비츠키, 즈비그니에프 스테판스키, 얀 보그단, 얀 마타와 스타니스와프 사도프스키 등을 포함한 이 폴란드 식민자들의 능력들은 1619년 미국 하원이 마침내 인정되면서 새 정착지에 치명적이었다. 그 숙고 중에 하원은 폴란드인 공동체를 투표권으로부터 제외시켰다. 반응으로 폴란드인들은 신대륙에서 첫 기록을 남긴 파업을 발사하였다. 그들의 산업들이 필요하면서 하원은 어떤 동프로이센인들을 포함한 폴란드인들에게 "영국인들의 권리들"을 넓혔다. 이어서 폴란드인들은 폴란드어와 영어를 가르치는 신대륙의 첫 2개국어 학교들을 설립하였다. 폴란드인 공동체의 정치적과 경제적 권력이 거부되자 식민지인들은 인디언과 전쟁을 늘였다.

### 미국 독립 혁명
1770년 뉴욕에 정착한 야쿠브 사도프스키를 포함한 이후의 폴란드 이민자들은 켄터키 만큼 멀리 떠난 첫 유럽인들이 되었다. 오하이오주의 샌더스키는 그의 이름을 땄다고 한다. 18세기 말기에 폴란드의 국가가 자신들의 독립을 잃자, 카지미에시 푸와스키와 타데우시 코시치우슈코 같은 폴란드의 애국자들은 미국의 독립을 위하여 미국으로 떠났다.
푸와스키는 대륙군의 준장으로 복무하여 그 기병대의 사령관을 맡았다. 그는 브랜디와인의 전투에서 조지 워싱턴의 군대를 섬겼으며 31세의 나이로 서배너의 전투에서 전사하였다. 그는 후에 "미국 기병대의 아버지"로 알려졌으며, 푸와스키의 날과 그 행렬에서 기념되었다.
코시치우슈코는 1776년 대륙군에 복무한 프로적 군사적 사관이었으며, 새러토거의 전투와 웨스트포인트에서 승리를 거두었다. 그는 귀국 후에 1795년 폴란드의 독립을 위하여 러시아에 대항하였으나 실패하고 말았다. 푸와스키와 코시치우슈코의 동상들이 둘다 워싱턴 D. C.에 세워졌다.

### 독립 전쟁 후의 시기

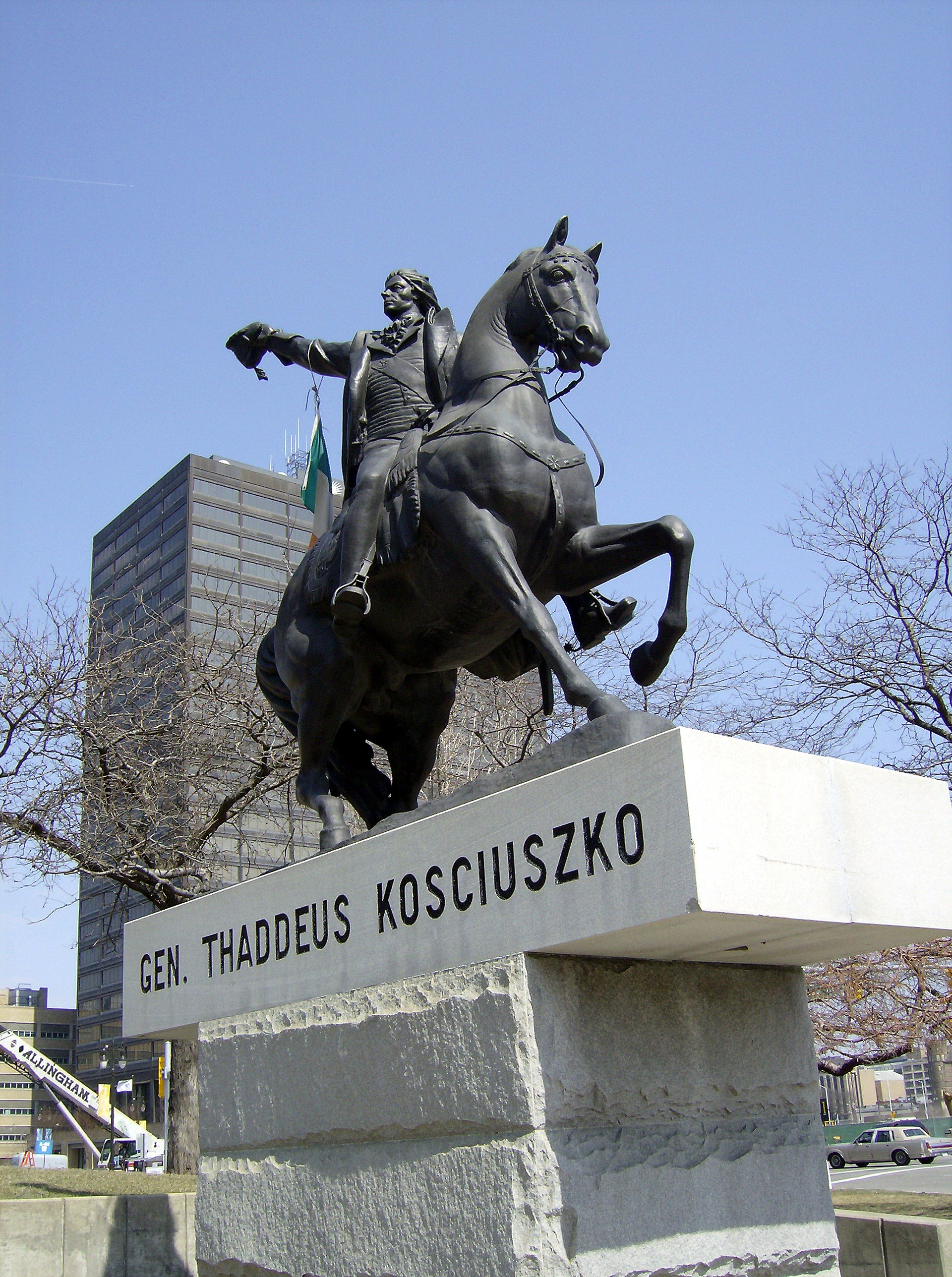
디트로이트에 있는 코시치우슈코의 동상

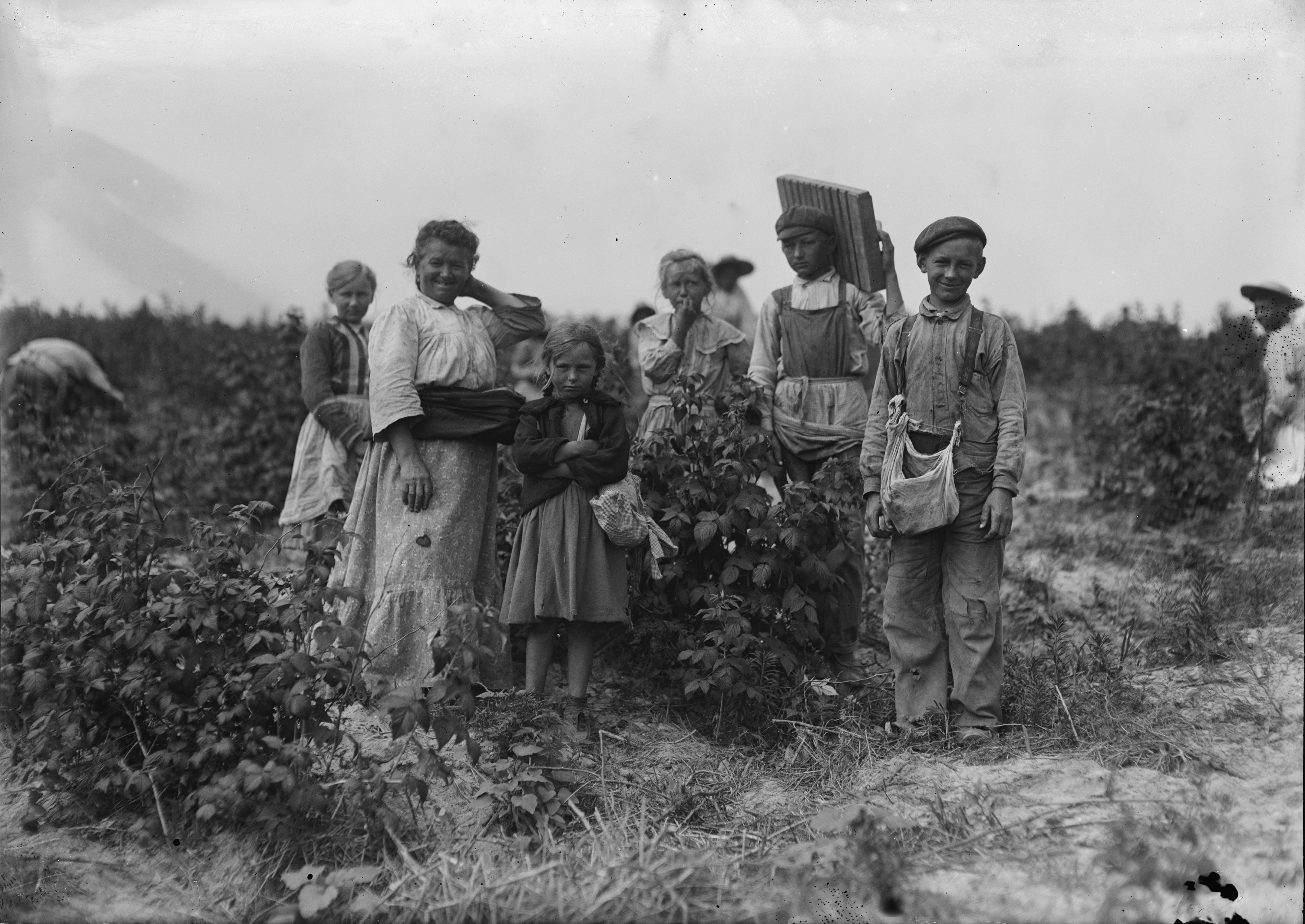
농장일을 하는 폴란드인 이민들 (1909)

폴란드인들의 미국 이주는 20세기 초반에 절정에 이르렀다. 1870년에서 1914년 사이에 약 360만명이 폴란드를 떠났는데, 이 중 1899년부터 1931년 사이에만 공식적으로 약 150만명 이상의 폴란드인들이 미국으로 이주했다. 그러나 이는 모국어로 폴란드어를 사용하느냐를 기준으로 분류한 것으로, 민족적 기준에서의 "폴란드인"의 이주 규모는 18세기 이래 폴란드가 프로이센, 오스트리아, 러시아 제국에 분할되어 추정하기 어려웠다. 많은 폴란드인들이 프로이센, 오스트리아, 러시아의 탄압에 저항하면서 미국으로 이민을 갔는데, 대표적인 인물로 11월 독립 운동을 주도한 펠릭스 비에즈비츠키가 있었다. 1849년 그는 샌프란시스코에서 〈언제나 그대로 같은 캘리포니아〉라는 첫 영어로 된 책을 발간하였다. 비에즈비츠키는 책에서 폴란드계 정착자들을 상세히 묘사하였고, 농업의 측량과 금광의 단서에 대하여 기술했다.
지방별로 구분하면, 최초의 폴란드계 이민자들은 프로이센의 오토 폰 비스마르크가 주도한 반가톨릭 교회 정책에 따라 프로이센령 폴란드 지역에서 탄압당하던 가톨릭 신자들이었다. 그러나 20세기에 이르러, 오스트리아-헝가리 제국령과 러시아·소비에트 연방령 출신 이민자들의 수가 프로이센 지역 출신 이민자들의 수를 능가하게 되었다. 러시아령 폴란드에서는 우치주 피오트르쿠프트리부날스키(Piotrków Trybunalski)를 중심으로 주목적인 산업화가 진행되고 있었다. 그러나 러일 전쟁에서 러시아가 패배하고, 이어 1905년 러시아 혁명이 일어나 정치·경제적 혼란이 커지자 러시아령 폴란드의 산업도 쇠퇴하기 시작했고, 노동자들은 일자리를 구하기 위하여 처음에는 독일 제국, 덴마크, 프랑스로, 나중에는 미국, 캐나다, 브라질, 아르헨티나 등 아메리카 대륙으로 이주하기에 이르렀다. 1912년에서 1913년 사이에 이들의 이주는 절정을 이루어, 러시아령 폴란드에서 유대인·벨라루스인·리투아니아인을 포함해 이 시기에만 112,345명이 폴란드 지역을 떠나 미국으로 이주했다. 한편, 오스트리아령 갈리치아 지방의 폴란드 주들은 주로 시골 지역이었으나, 갈리치아 지방의 농민들은 영세한 농업 규모와 농작의 실패, 여행 제한 제도로 받는 손해로 인하여 보헤미아(뵈멘·체히), 실레지아(슐레지엔·실롱스크), 모라비아(모라바) 등에 있는 광산들과 공장들에서 일하는 노동자들과 함께 독일, 오스트리아 본토, 프랑스, 미국 등지로 떠나기 시작했다. 1910년 미국 정부가 시행한 인구 조사에 따르면, 이 때까지 약 90만 명 이상의 폴란드인 이주민들이 들어왔다.

## 거주 지역들
1976년 로파타 지는 폴란드인들은 미국에서 수많은 민족들로부터 다른 점을 가지고 있다고 주장하였다. 처음으로 그들은 영구적으로 남아 미국화되는 데 계획세우지 않았다. 대신에 그들은 일시적으로 와서 돈을 벌고 투자하여 귀국하는 데 잩은 기회를 기다렸다. 그들의 의지는 자신들이 구대륙에서 욕망적인 사회 지위들에 있는 데 확신하였다. 그러나 많은 이리적 이민들은 영구적인 미국인들이 되는 결정을 하였다.
제1차 세계 대전 후에 다시 태어난 폴란드 국가가 경제 회복의 진행을 시작하여 많은 폴란드인들이 귀국하려 하였다. 폴란드에서 모든 뼈아픈 인생 이래 외국의 점령을 핑계대었으며, 이주자들은 폴란드의 상류 집안들을 다시 보내지 않았다. 모국과 그들의 관계는 정통적으로 다른 유럽 국가들의 이주자들보다 더 긍정적이었다. 유대인이 아닌 이민들의 귀국 비율은 50~60% 가까이였다. 또한 3분의 2 이상의 폴란드 갈리시아 이민들이 귀국하였다.
미국의 고용인들은 탄광, 제철 공장과 도살업 등의 힘든 노동에서 폴란드 이민들이 이탈리아 이민들보다 더 어울리다고 숙고하였다. 그 결과로서 폴란드 이민들은 펜실베이니아주의 탄광들과 시카고, 피츠버그, 디트로이트, 버펄로, 밀워키, 클리블랜드 등 오대호 연안 도시들의 중공업에 일하는 데 보충되었다.

## 미국 도시 지역으로서 폴란드인 공동체들

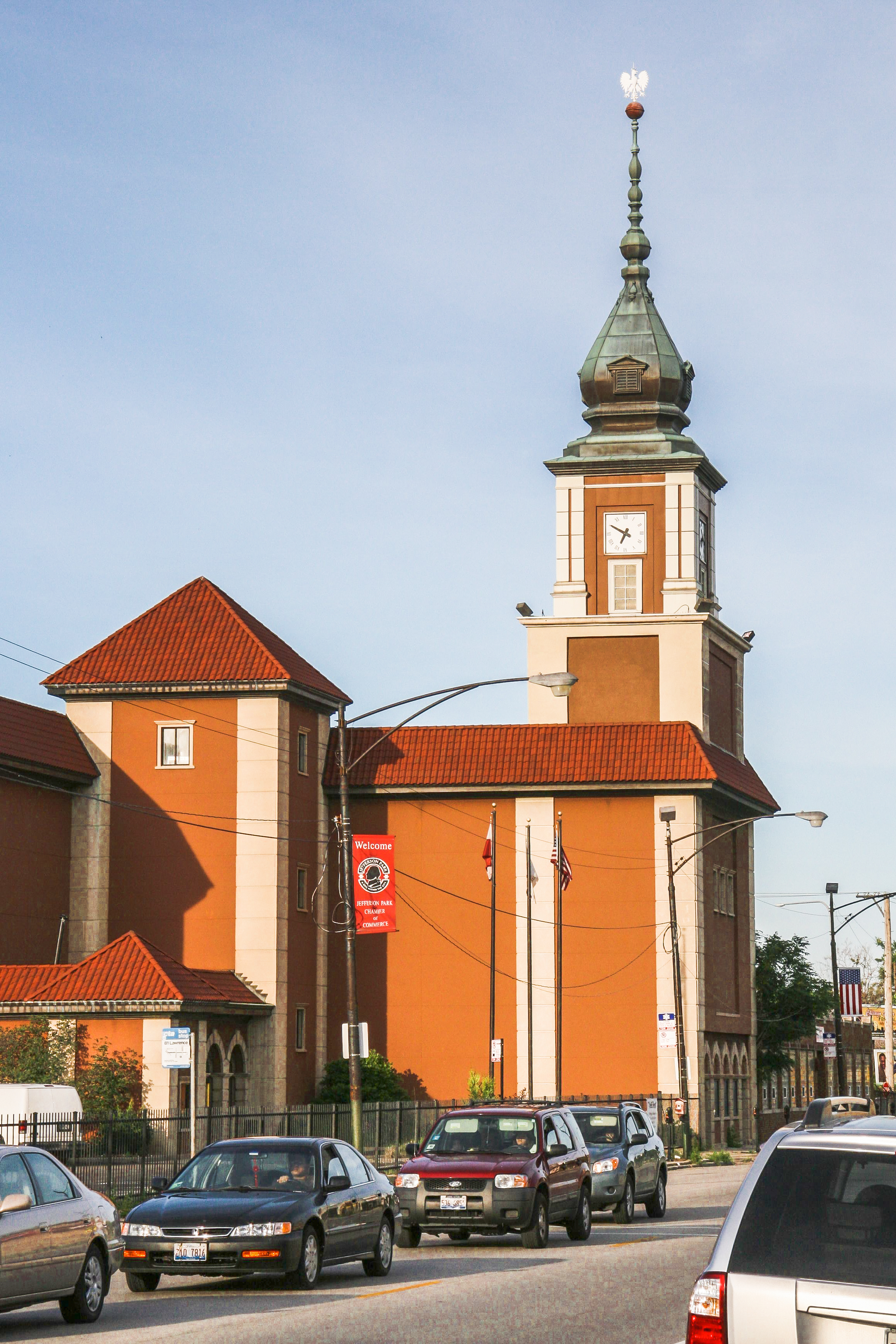
시카고 제퍼슨 공원에 있는 코페르니쿠스 재단의 소재지 게이트웨이 극장

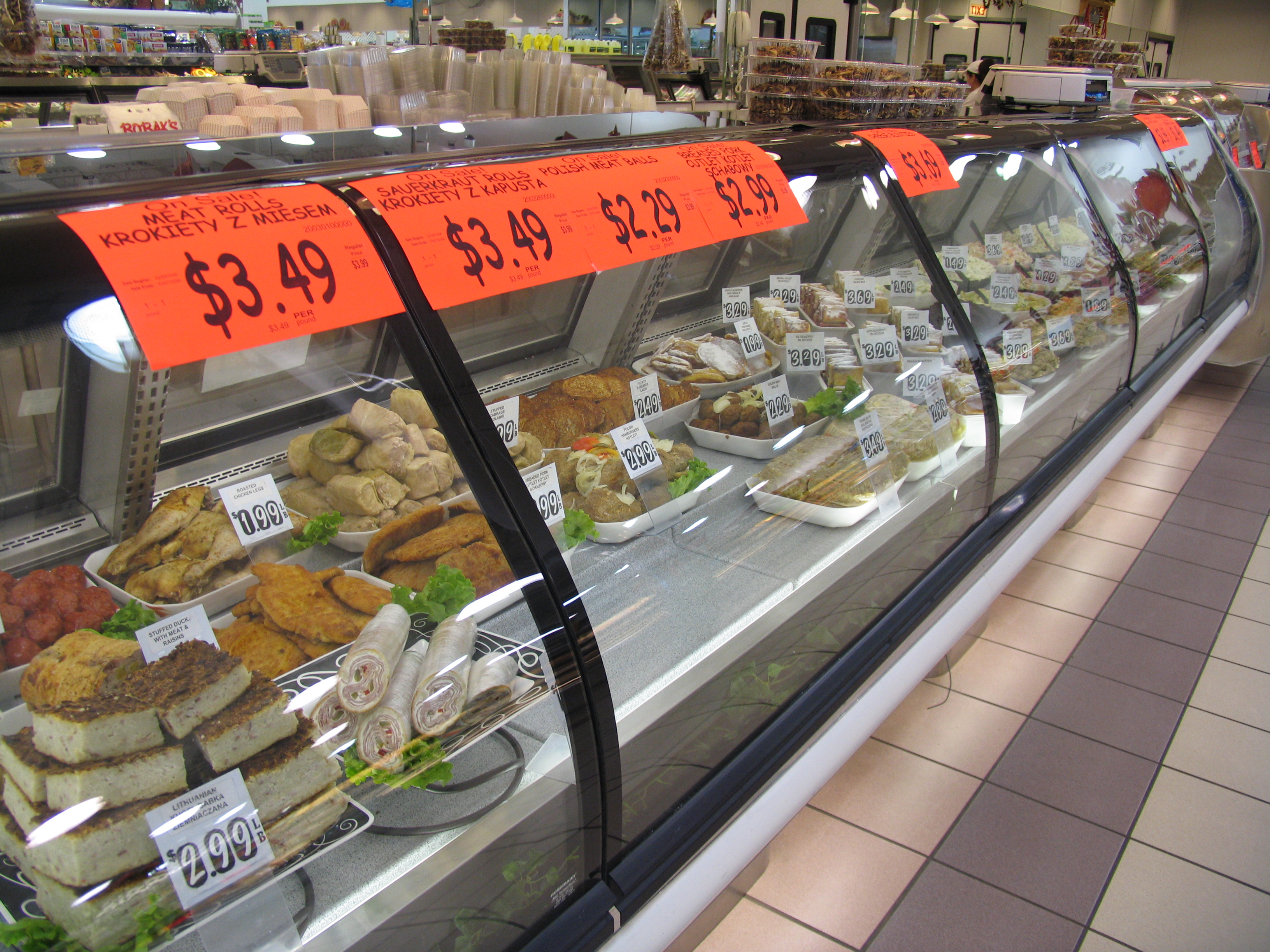
시카고에 있는 폴란드 수퍼마켓

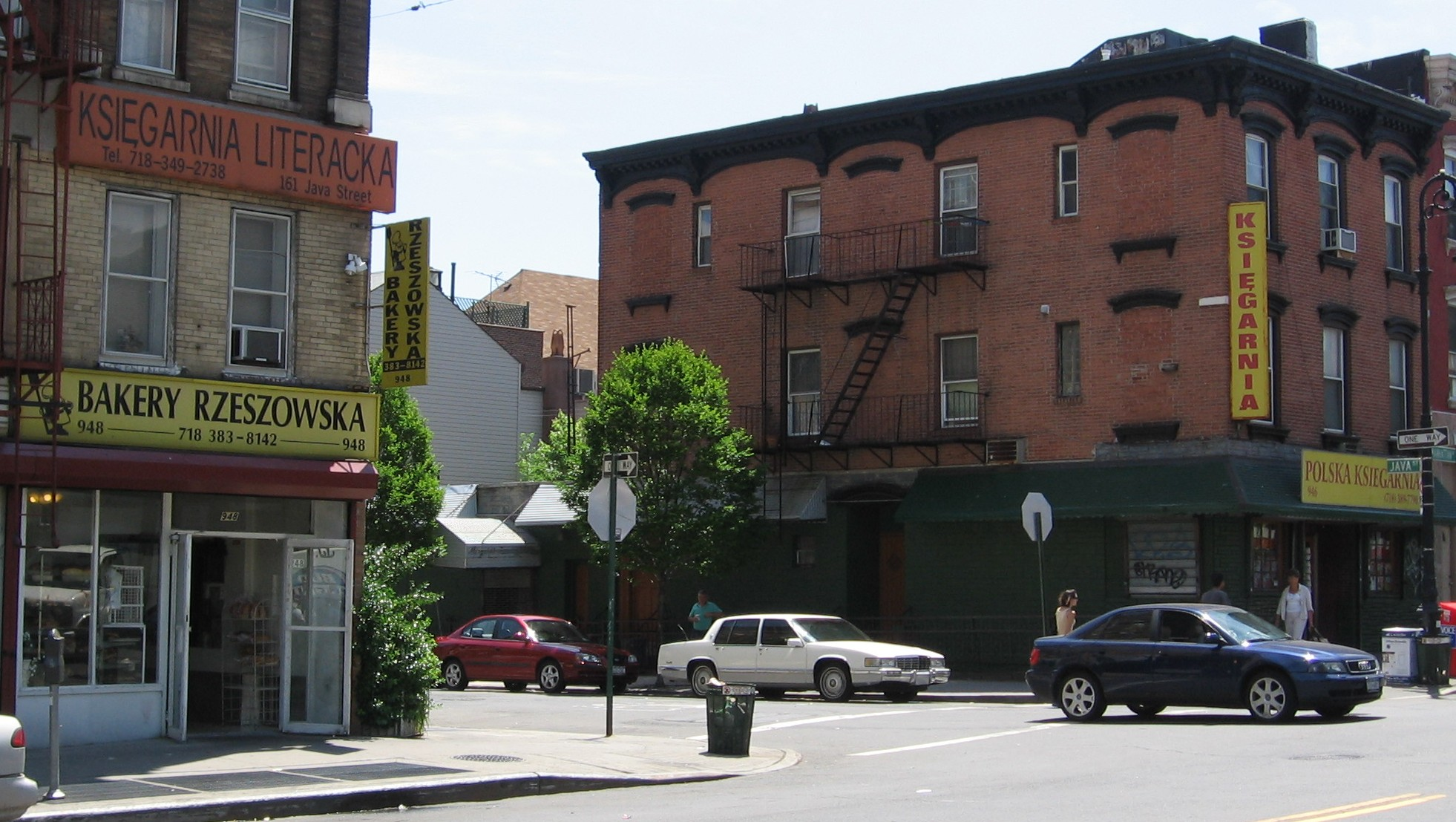
뉴욕 브루클린에 있는 폴란드계 공동체 지역 그린 포인트

폴란드 이민들의 다수는 산업에서 일하는 데 끌어들인 도시 지역들에 정착하였다. 소수로 10% 만은 시골 지역들에 정착하였다.
폴란드계 미국인 도시 공동체들의 가장 두드러진 크기 중의 하나는 시카고와 그 외곽들에 있다. 뉴욕의 메트로폴리탄은 두 번째로 큰 폴란드계 미국인의 고향이다.
9백만~천만명 이상의 폴란드계 미국인들이 살고 있다. 시카고는 대략 18만 5천명의 폴란드어 사용자들과 함께 폴란드 외부에서 가장 큰 폴란드인들의 도시로 알려졌다. 시카고의 폴란드인 공동체의 영향은 몇몇의 폴란드계 미국인 기구들에 의하여 논증되었다 - 아메리카의 폴란드 박물관, 폴란드계 미국인 협회, 폴란드계 미국인 의회, 폴란드 구민 연합, 폴란드의 매와 북아메리카 폴란드 하일랜더 연합. 추가로 일리노이주는 100만명 이상의 폴란드계 주민들이 살며, 독일계와 아일랜드계에 이어 세 번째로 주에서 큰 민족이 되었다.
시카고의 폴란드인 공동체는 도시의 노스웨스트와 사우스웨스트 사이드, 밀워키 애비뉴와 아처 애비뉴에 놓여있는 지역에 집중되어 있다. 시카고의 폴로니아의 맛 축제는 제퍼슨 공원의 코페르니쿠스 재단에서 매일의 노동절 주말마다 열리고 있다. 시카고의 메트로폴리탄 지역의 하나인 북부 인디애나주를 포함하여 시카고와 디트로이트 사이에 300만명에 가까운 폴란드계 주민들이 살고 있다.
북쪽으로 나가서 미시간호의 연안 도시 밀워키의 폴란드인 인구는 항상 도시의 독일계 이민들에 의하여 가려졌다. 그럼에 불구하고 도시의 한번 다수의 폴란드인 공동체는 성 요사파트 성당과 성 스타니슬라우스 가톨릭교회 같은 화려한 폴란드식 성당들을 지었다. 많은 폴란드 주민들과 비지니스들은 아직도 링컨 빌리지 이웃에 자리잡아 있다. 이 도시는 미국에서 가장 큰 폴란드인 축제 폴리시 페스트의 고향이다.
미시간주의 폴란드계 인구는 85만 명 이상을 차지하며 뉴욕주와 일리노이 주에 이어 세 번째이다. 폴란드계 미국인은 미시간주의 8.6%를 자치한다. 디트로이트는 역사적으로 폴타운과 햄트럼크 지경들에 정착한 가장 큰 폴란드인 공동체가 있다. 폴타운은 주민들을 제거하고 제네럴 모터스의 디트로이트/햄트럼크 조립 공장을 지었다. 햄트럼크의 많은 폴란드 인구는 외곽들로 이주하였고, 그 지역은 아랍인과 아프리카계 미국인들이 1980년대와 1990년대에 차지하였다.
디트로이트 메트로폴리탄 지역의 전체를 통하여 특히 주에서 폴란드계 미국인들의 주요 중심지로서 서서히 최근 생겨난 와이언도트 외곽에 폴란드인의 영향이 아직도 느껴지고 있다. 폴란드로부터 새로운 이민들의 증가는 와이언도트 도시 안에 자리잡은 폴란드계 미국인 시민 기구들을 주최하는 도움을 주었다. 디트로이트의 외곽 트로이는 미국의 폴란드 문화 센터의 본부이다.
오하이오주 클리블랜드는 큰 폴란드인 공동체를 가지고 있으며, 특히 역사적인 슬라빅 빌리지의 와샤와 구역에 있다. 클리블랜드의 이 지역에서 온 폴란드인들은 가필드 하이츠, 파머 힐스와 세븐 힐스 같은 외곽들로 이주하였다. 클랜블랜드의 폴란드 공동체의 더 많은 부유인들은 브렉스빌, 인디펜던스 하이트와 브로드뷰 하이트에 살고 있다. 이 많은 폴란드계 주민들은 동부 65번가와 백스터 애비뉴에 있는 성 스타니슬라우스 성당의 미사에 참석하면서 자신들의 폴란드 뿌리들에 돌아가고 있다. 클리블랜드의 폴란드인들은 보통 8월 말에 열리는 해마다의 추수절 축제를 벌인다. 이 축제에는 폴카 음악, 폴란드 음식과 폴란드와 관련된 것들이 나온다. 또한 폴란드 축제적 이벤트들을 열기도 한다.
클리블랜드의 폴란드인들은 1938년 서드 연방 상호 은행을 형성하는 데 수단이 되었다. 클리블랜드의 은행들에 의하여 동료 폴란드인들이 차별받는 것을 보고 벤 스테판스키가 그 은행을 형성하였다. 오늘날 스테판스키 가족은 아직도 은행을 통치하고 있다. 다운타운 클리블랜드에 본부들을 둔 키은행과 내셔널 시티 주식회사와는 달리 서드 연방 상호 은행은 슬라빅 빌리지 이웃의 브로드웨이 애비뉴에 있다. 서드 연방 상호 은행은 미국에서 25위에 드는 상호 은행이다. 2003년 그들은 플로리다 은행 회사를 획득하여 오하이오 주와 플로리다주에 지점들을 두고 있다.
주요 폴란드 공동채와 함께 한 다른 공업 도시들로는 폴란드인의 이웃이 외곽들로 흩뜨려져 통합된 버펄로와 피츠버그, 필라델피아, 콜럼버스, 보스턴, 볼티모어, 포틀랜드, 미니애폴리스, 로체스터, 로스앤젤레스, 샌프란시스코 등을 포함한다. 새로운 대규모의 폴란드 이민의 부족에 불구하고 어떤 도시들은 강한 폴란드계 미국인 공동체들과 함께 최근에 생겨났다. 인디애나 주의 사우스 벤드는 중간형 도시에 큰 폴란드인 인구를 가지고 있다. 밀워키와 덴버는 지난 10년 동안에 자신들의 폴란드 인구들의 주요 증가를 경험하였다. 시카고부터 브루클린의 그린 포인트에서 온 폴란드인드 사이에 플로리다 주로 이주하는 경향이 있다.
펜실베이니아주 동북부에 있는 루전 카운티는 폴란드계 주민이 많은 단 하나의 군이다. 이것은 윌키스-바, 피츠턴, 헤이즐턴과 낸티코크의 도시들을 포함한다. 지방의 앤트러사이트 탄광의 이유로 많은 이민들이 이 지역으로 유입되었다.
2007년 에이드리언 배런 검사와 코네티컷주 뉴브리튼의 폴로니아 비지니스 협회의 주장에서 공식적으로 뉴브리튼의 브로드 스트리트 이웃을 리틀 폴란드로 디자인하였다. 3만명의 주민들이 폴란드계로 밝혀졌다. 이 지역은 1890년 이래 폴란드식을 유지해왔다.
추가로 특히 뉴저지주도 큰 폴란드인 인구를 자랑하였다. 월링턴과 가필드는 두 타운의 인구를 합쳐 총 4만 1천명의 주민들이 살고 있으며, 그중에 개략적으로 1만 2천명은 폴란드계이다. 버겐 카운티 전체의 외부에 개략적으로 7%는 폴란드계 미국인들이다. 추가로 엘름우드 파크, 클리프턴과 이스트 러더퍼드 같은 타운들은 현저한 폴란드인의 인구를 가지고 있다.
롱아일랜드에 자리잡은 뉴욕 주의 리버헤드에는 "폴리시 타운"이 있으며, 제2차 세계 대전 시기부터 많은 이민들이 여기에 정착하였다. 거기에는 폴란드식 건축물, 상점들과 성 이시도레 성당이 있다. 매년 여름마다 폴란드인들의 타운 거리들에서 열린 폴리시 페어가 열리고 있다.
위스콘신주, 미네소타주와 네브래스카주는 현저한 폴란드 공동체들과 함께 정착의 다른 타입을 대표하며, 시골 지역들에서 설립되었다. 역사가 존 라질로프스키는 미네소타 주의 폴란드인 3분의 1은 그들이 40개의 공동체들을 설립한 시골 지역들에 정착하였다고 추정하였다. 이 정착자들의 대부분은 분할 시기 동안에 프로이센이 점령한 폴란드의 땅들로부터 왔으며, 슐레지엔에서 온 이민들이 그 다음이다. 폴란드의 발트해 연안 지역에서 온 카슈브인 소수 민족은 강하게 미네소타 주에 온 폴란드 이민들 사이에 강하게 대표하여 대부분 와이오나에 정착하였다.

## 폴란드계 미국인의 문화

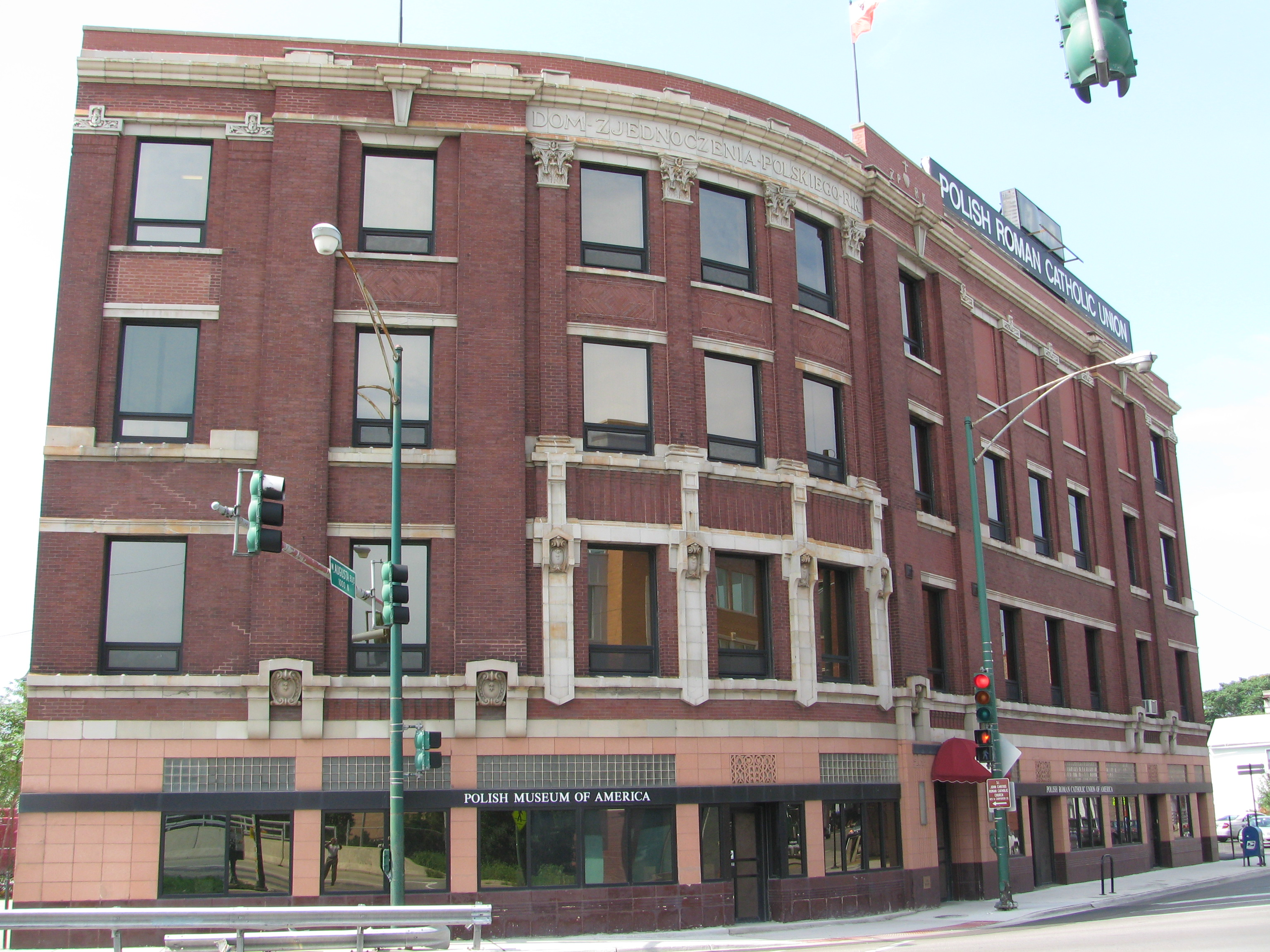
시카고에 있는 폴란드인 박물관

### 대중매체
폴란드 미국인의 대중매체 단체들 중에 가장 두드러진 것들은 히포크린 북스(폴란드계 미국인 조지 블라고비도가 창립), TVP 폴로니아, 폴샛 2 인터내셔널, TVN 인터내셔널, 폴비젼, TV4U 뉴욕, WPNA 라디오 시카고, 폴리시 라디오 익스터널, 폴로니아 투데이와 워소 보이스 등을 포함한다. 또한 폴란드계 미국인 신문들과 잡지들이 있으며, PL 잡지, 폴리시 위클리 시카고, 뉴욕의 수퍼 익스프레스 USA와 노비 드지에니크, 디트로이트의 티고드니크 폴스키와 폴리시 타임스 등이다.

### 문화적 신분
장기적 통합된 공동체에서도 폴란드의 문화와 어휘의 나머지는 남아있다. 폴란드계 미국인들이 지은 가톨릭 성당들은 문화적 보유를 위한 수단으로 이용되고 있다.
1950년대부터 1970년대 동안에 폴란드식 결혼식은 가끔 하루걸리는 이벤트였다. 시카고 메트로폴리탄 지역, 시카고의 사우스이스트 지역 외곽들 캘러멧 시티와 헤지위시, 화이팅, 해먼드와 이스트 시카고 같은 인디애나의 북서부 외곽들에서는 전통적 폴란드식의 결혼식은 항상 토요일에 열린다. 환영은 VFW 홀 같은 큰 홀에서 전형적으로 열린다. 북, 아코디언, 트럼펫 주자와 노래부르는 싱어로 형성된 폴카 밴드가 사람들을 즐겁게 해주며 전통적 춤을 즐기는 편이다. 음식으로는 폴란드식 소시지, 소금에 절인 양배추, 피에로기과 클루스키 같은 전통적 음식이 나오며, 음료로는 맥주, 하이볼 등이 나온다.
폴란드계 미국인의 문화적 단체들로는 화이트 이글 로지, 폴란드계 미국인 예술 협회 등을 포함한다. 폴란드인 공동체는 미국에서 반폴란드 감정의 주제였다. "Polack"이란 단어는 인종적 치욕이 되었다. 이 편견의 대부분은 반가톨릭주의, 다른 동유럽 이민들에 의하여 초과에 관한 20세기 초반의 근심들과 함께 연합하였다.
많은 폴란드계 미국인 작가들로는 시인 필 보이어스키, 헤드비히 고르스키, 존 구즐로프스키, 존 민체스카, 린다 네메츠 포스터, 레너드 크레스(시인이자 통역인), 시실리아 월로크, 킴 키켈과 마크 폴락(시인이자 편집자), 소설가 레즐리 피에트르지크, 수잔 스템페크 시아 등을 포함한다.

### 박물관
폴란드계 미국인 박물관들 중에 가장 잘 알려진 것은 시카고의 올드 폴리시 다운타운에 있는 폴란드인 박물관이다. 1935년에 설립되어 미국의 폴란드 로마 가톨릭 연합에 의하여 후원된 가장 큰 민족 박물관이다. 박물관의 도서관도 폴란드 밖에서 가장 최고 순위에 들어왔다. 동등적으로 야망을 품은 1977년에 설립된폴란드 미국인 박물관이 뉴욕의 포트 워싱턴에 자리잡고 있다. 그 박물관은 미국에서 폴란드계 주민들의 성과들에 집중괸 2개국어 도서관은 물론 폴란드 전통의 미술, 의상, 역사적 벽화들이 전시되어 있다. 미네소타주 와이노나에도 폴란드 문화 연구소로 알려진 폴란드 박물관이 있다.

### 축제
폴란드 미국인 공동체에 의하여 개최되는 유일한 축제들, 거리의 잔치들과 행렬들이 열리고 있다. 위스콘신 주의 밀워키에서 해마다 열리는 인기적 축제 폴리시 페스트는 헨리 마이어 축제 공원에서 열린다. 그것은 미국에서 가장 큰 폴란드인의 축제이다. 위스콘신주 전체와 시카고 근처에서 온 폴란드계 미국인들을 끌어들여 음악, 음식, 오락을 통하여 폴란드 문화를 축제벌이는 편이다. 뉴욕은 뉴욕 폴란드 영화제의 고향이며, 폴란드 영화들의 지난 작품들과 현재 작품들을 보이는 해마다의 영화제이다. 뉴욕 폴란드 영화 축제는 뉴욕에서 해마다 열리는 단 하나의 수여식이며 동부에서 폴란드 영화들을 흥행하고 수여하는 큰 축제이다. 시러큐스의 클린턴 광장에서 열리는 폴란드인의 축제는 뉴욕주 중앙부에서 폴란드인 공동체 역사상 가장 큰 축제가 되었다. 1979년 이래 시카고에서 매일 노동절 주말에 열리는 폴로니아의 맛 축제가 제퍼슨 공원 지역에서 열리고 있다. 포틀랜드의 폴란드인 축제는 미국 서부에서 가장 큰 그들의 축제로 보고되었다. 새롭고 가장 야망적인 축제들 중의 하나는 시애틀 폴란드 영화제가 폴란드 그디니아에서 열리는 폴란드 영화제와 함께 결합으로 결성되었다.

## 폴란드인과 폴란드계 미국인의 미국 문화에 기여
폴란드계 미국인들은 미국 문화에 많은 길에서 영향을 주었다. 가장 두드러진 이 문화들은 피에로기, 킬바사, 골라브키 같은 전통적 폴란드 음식의 포함을 통하였다. 이 폴란드 음식들 중에 어떤 것들은 시카고의 맥스웰 스트리트 폴란드 소시지점 같은 새로운 미국인의 환경에 잡아당겨져 새롭게 발명되었다.
폴란드계 미국인들은 또한 자신들이 차지한 도시들의 육체적인 도시 계획 사업의 변경에 기여하였고 코시우치슈코와 푸와스키 같은 폴란드계 미국인 영웅들을 위한 기념비들을 세웠다. 폴란드식 플랫과 폴란드식 성당 같은 특유의 문화적 현상들은 폴란드인 정착지가 생겨난 지역들의 부분과 한 필지가 되었다.
로마 가톨릭에 폴란드인들의 문화적 인연은 또한 동료 신자들에 의하여 미국의 많은 지역들에서 부활절 이전에 바구니들의 축복 같은 특유의 의식들의 도입에 영향을 주었다.

## 같이 보기
- 폴란드인
- 유럽계 미국인
- 체코계 미국인
- 슬로바키아계 미국인